# Quartier du Mail
Le quartier du Mail est le 7e quartier administratif de Paris, il est situé dans le 2e arrondissement. La Place des Victoires se trouve également dans ce quartier.

## Limites

Les quartiers administratifs du 2e arrondissement.

Le quartier est limité par les rues suivantes :
- Ouest : commençant à la place des Victoires par la  rue Vide-Gousset à la  rue Notre-Dame-des-Victoires et continuant par la  rue Montmartre
- Nord : Boulevard Poissonnière
- Est : les rues Poissonnière, des Petits-Carreaux, Montorgueil
- Sud : Rue Etienne Marcel

## Historique

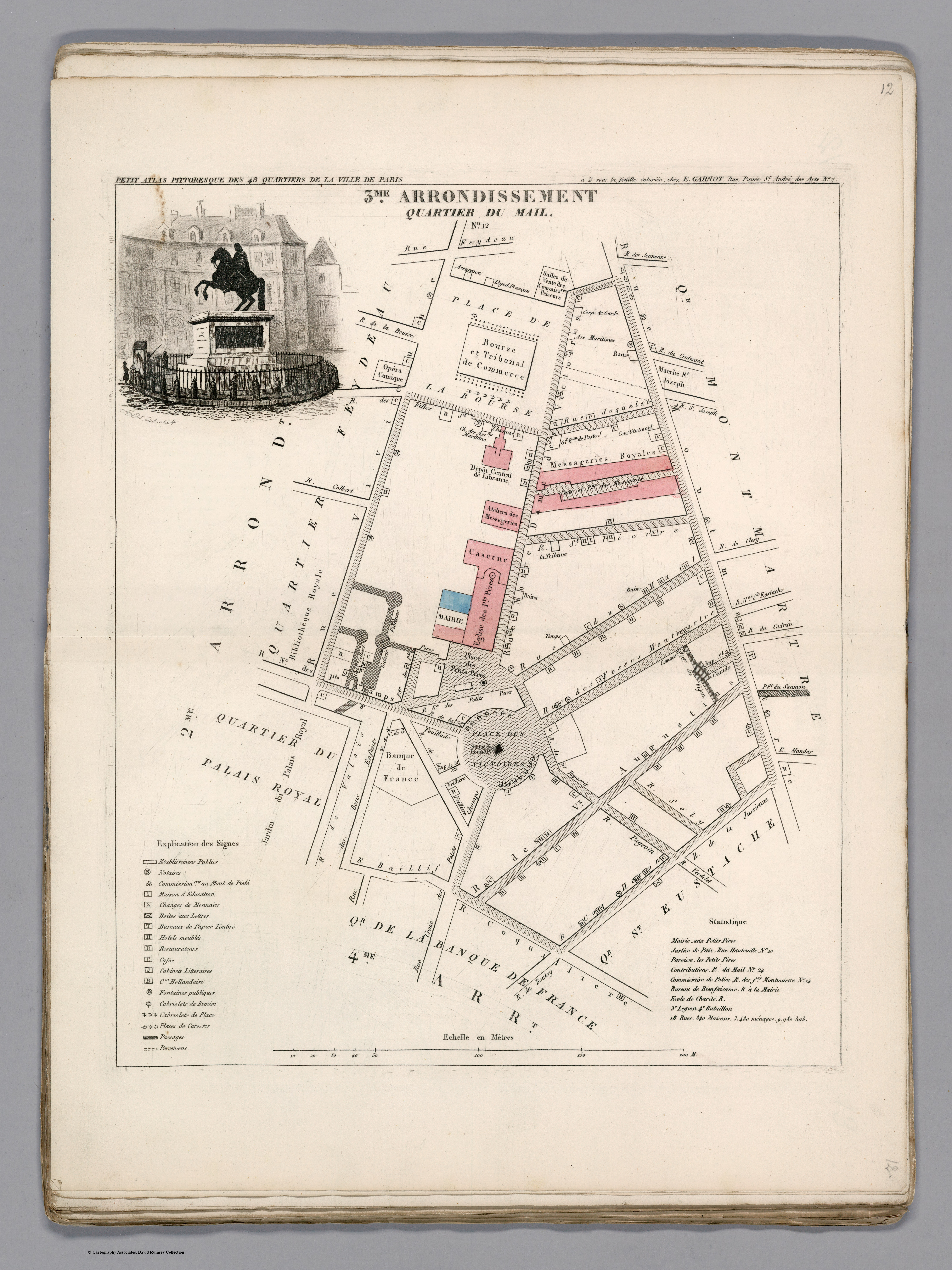
Plan du quartier du Mail dans l'ancien 3e arrondissement en 1834.

## Situation et monuments
Le quartier a une superficie de 27,8 hectares.

## Démographie
Population historique du quartier :
| Année (recensement national) | Population | Densité (hab. par km²) | Croissance depuis le dernier recensement |
| ---------------------------- | ---------- | ---------------------- | ---------------------------------------- |
| 1860                         | 26 812     |                        |                                          |
| 1954                         | 11 919     |                        |                                          |
| 1962                         | 11 345     |                        |                                          |
| 1968                         | 9 983      |                        |                                          |
| 1975                         | 7 710      |                        |                                          |
| 1982                         | 6 492      |                        |                                          |
| 1990                         | 6 377      |                        | – 1,8 %                                  |
| 1999                         | 5 783      |                        | – 9,3 %                                  |